# Draba pulchella
Draba pulchella är en korsblommig växtart som beskrevs av Carl Ludwig von Willdenow och Dc. Draba pulchella ingår i släktet drabor, och familjen korsblommiga växter. Inga underarter finns listade i Catalogue of Life.